# Кубанський державний університет
Кубанський державний університет (рос. Кубанский государственный университет)  ― вищий навчальний заклад, розташований у Краснодарі. Є одним із найбільших і найстаріших університетів півдня Росії.
Щорічно у ВНЗ навчаються понад три сотні студентів з країн Америки, Азії, Європи. З усіх ВНЗ Південного федерального округу тільки в Кубанському держуніверситеті групами навчаються студенти з таких країн, як США, Велика Британія, Німеччина, Бельгія, Австрія. Всього ВНЗ підготовано понад 1000 іноземних дипломованих фахівців.

## Історія
Кубанський державний університет був створений як Кубанський інститут народної освіти рішенням Кубано-чорноморського ревкома у вересні 1920 року, проте до освітньої діяльності приступив лише в 1924 році, коли вийшла постанова Раднаркому РРФСР.
Першим ректором інституту став колишній генерал царської армії, великий учений-історик і педагог Никандр Олександрович Маркс.
Упродовж своєї історії ВНЗ декілька разів змінював свою назву: Кубанський інститут народної освіти, Краснодарський педагогічний інститут, з 1931 року - Кубанський агрономічний педагогічний інститут, потім перейменований в Краснодарський державний педагогічний і вчительський інститут ім. 15-річчя ВЛКСМ. Наприкінці 40-х років ВНЗ носив офіційну назву Краснодарський державний педагогічний інститут ім. 15-річчя ВЛКСМ до січня 1970 року, після чого був перейменований в Кубанський державний університет.
Після 12 років, в 1982 році, комісія ЦК КПРС, що аналізувала діяльність ВНЗ, дала укладення: ВНЗ недалеко пішов від рівня педінституту. Бажання спростувати таку оцінку, реалізувати свій потенціал і довести спроможність університету змусило колектив університету шукати свій шлях стрімкого розвитку. Він був знайдений в ідеї вдосконалення навчального процесу на основі розвитку науки, що випереджає час, укріплення зв'язків з виробництвом, запозичення досвіду МГУ, БРЕШУ, АН СРСР. Колектив ВНЗ на чолі з обраним в 1982 році ректором Володимиром Андрійовичем Бабешко розпочав перетворення університету.
ВНЗ було надано солідну матеріально-технічну допомогу, що дозволила колективові взяти участь у серйозних наукових дослідженнях. Серед запрошених професорів багато випускників МГУ, БРЕШУ, НГУ, РГУ й інших відомих ВНЗ. Наявність у той час в Краснодарі великих оборонних заводів значною мірою зумовило тематику ВНЗ, що вступив до ХНО. Міністр утворення СРСР І. Ф. Зразків, президент Академії наук СРСР Г. І. Марчук, ряд керівників великих галузей побували в університеті з візитами. ВНЗ впевнено встав на рейки швидкого розвитку, відчув свої можливості, і до кінця 80-х років його наукова тематика належала до категорії найважливішої у ряді напрямів. Наприклад, у мембранних технологіях Кубанський держуніверситет був головною установою при Держкомітеті СРСР з науки і техніки.
З розпадом Радянського Союзу миттєве зникнення замовлень на наукові дослідження спонукало учених ВНЗ формувати нові наукові напрями відповідно до вимог ринку. У цьому процесі ученим значно допомогли наукові заділи високого рівня і удосконалення технічних засобів. Усе це дозволило КубГУ знайти свою нішу і в нових умовах.
Кубанський державний університет сьогодні - визнаний в країні і світі великий освітній і науковий комплекс. У 2002 році Кубанський держуніверситет нагороджений Російсько-швейцарським бізнес-клубом золотою медаллю за бездоганну ділову репутацію, а в 2004 і 2005 роках увійшов до сотні найкращих внз Росії і відмічений золотою медаллю "Європейська якість".
У 2009 році стало відомо, що на території університету планується спорудження православної каплиці, яка буде відкритою для усіх охочих. З 2010 року проводиться набір на ряд нових напрямів підготовки (у тому числі, і на напрям "теологія").

## Наукові дослідження
За лінією наукових розробок КубДУ займає лідерські позиції в ЮФО. Особливістю науково-дослідної діяльності Кубанського держуніверситету є просування фундаментальної науки до прикладних досліджень і впровадження результатів на практиці. Визнання в країні і за кордоном отримали досягнення наукової школи ректору КубДУ академіку В. А. Бабешка. У 2001 році за цикл робіт "Динамічні контактні, завдання механіки суцільних середовищ" три представники цієї школи були нагороджені Державною премією Росії.
Унікальних розробки в області сейсмології дозволили створити обґрунтовану теорію прогнозу сейсмічності і зародження землетрусів, а також виробити нові ефективні методи пошуку корисних копалин. Широке застосування знайшли розроблені в Кубанському університеті технології біоремедіації ґрунтів, що дозволяють в стислі терміни відновити мікробну біорізноманітність забруднених ґрунтів. Вироблювані у ВНЗ лазерні кристали на основі рідкісноземельних елементів отримуються компаніями США, Японії, Франції, Німеччині. Робота учених ведеться і в актуальній сьогодні області нанотехнологій, які дозволять досягти нового рівня мініатюризації і високої ефективності телекомунікаційних систем, комп'ютерної техніки, електричних і хімічних мікродвигунів і т. д.
Кубанський держуніверситет приділяє увагу проблемам регіону: спільно з ЮНЦ РАН реалізується програма "Академічні прикладні наукові проблеми Краснодарського краю", по замовленнях адміністрації краю виконуються програми за оцінкою сейсмічності Краснодарського краю і по зниженню ризиків від стихійних явищ. КубДУ веде роботу по відновленню точних даних по історії Кубані в період після Жовтневої революції. З цією метою ВНЗ встановив тісні контакти з представниками козацтва за кордоном, вивчає літературну спадщину того часу, видає матеріали, що правильно відбивають хід історії, сприяючи при цьому відродженню духовності на Кубані. Учені ВНЗ ведуть дослідження практично з усіх вагомих напрямів науки. Технопарк "Університет", що представляє наукову продукцію ВНЗ на багатьох міжнародних і всеросійських виставках, отримав понад 70 медалей різних вартостей і близько 100 дипломів.
Університетом укладенр понад 50 договорів з ВНЗ країн Європи, Америки, Азії. КубДУ є членом Європейської і Євразійської асоціацій, співпрацює з Асоціацією коледжів Середнього Заходу США, міжнародними фондами IREX, ACIE, Fulbright, DAAD, EAD і т. д. Кубанський держуніверситет - єдиний ВНЗ Росії обраний членом Асоціації інститутів сейсмології США (IRIS). Крім того, КубДУ є базовим російським ВНЗ зі зв'язках з науковими установами країн Чорноморської економічної зони (ЧЕС).
На базі Центру Інтернет (КУБДУ) відкрито регіональну мережеву академію CISCO.

## Факультети
- Інститут Початкової Спеціальної Освіти КУБДУ (ІНСПО КУБДУ)
- Математики і комп'ютерних наук
- Фізіко-технічній
- Хімічний
- Біологічний
- Географічний
- Геологічний
- Комп'ютерних технологій і прикладної математики
- Економічний
- Юридичний
- Управління і психології
- Історії, соціології і міжнародних відносин
- Філологічний
- Романо-германської філології
- Художньо-графічний
- Архітектури і дизайну
- Журналістики
- Педагогіки, психології і комуникативістики

## Філії
- м. Армавір
- м. Білоріченськ
- м. Геленджик
- м. Тихорєцьк
- м. Слов'янськ-на-Кубані
- м. Новоросійськ